# 半島阿拉伯語
半島阿拉伯語(Peninsular Arabic)，也叫南部阿拉伯語(Southern Arabic)，是指流通於阿拉伯半島的阿拉伯語變體。其通行區域包括沙特阿拉伯、也門、阿曼、阿拉伯聯合酋長國、科威特、巴林、卡塔爾、伊拉克和約旦。

## 方言或變體
半島阿拉伯語主要可分為以下方言或變體：
- 也門阿拉伯語

不同的阿拉伯語方言的概觀.

- 漢志阿拉伯語，通行於沙特阿拉伯的紅海岸，包括麥加和吉達
- 内志阿拉伯語，通行於沙特中部
- 阿曼阿拉伯語，佐法爾阿拉伯語和希赫阿拉伯語，通行於阿曼
- 海灣阿拉伯語，通行於阿拉伯灣/波斯灣海岸

- 敘利亞沙漠遊牧民族的阿拉伯語